# Barbastella beijingensis
Espèce
Barbastella beijingensis, communément appelé Chauve-souris aux oreilles larges de Pékin, est une espèce de chauve-souris vespérale endémique de la municipalité de Pékin, en Chine,. L'espèce a été découverte par des étudiants chinois en zoologie en 2001 dans des grottes du district de Fangshan dans le sud-ouest de Pékin et a été identifiée comme une espèce distincte par les zoologistes Zhang Shuyi, Gareth Jones, Zhang Jingshuo et Han Naijian en 2007,,.

## Description
Barbastella beijingensis est un membre relativement grand du genre Barbastella avec une longueur d'avant-bras de 41,1 - 46,4 mm et une masse corporelle de 10,5 - 13,9 g. Son pelage dorsal est noir foncé avec des pointes brun-gris et son pelage ventral est plus clair. La forme de son oreille et la fréquence de ses appels d'écholocation sont distinctes de celles de ses plus proches parents, la Barbastelle d'Asie et la Barbastelle d'Europe.

## Aire de répartition et habitat
L'espèce n'a été trouvée que dans des grottes et un tunnel abandonné dans le district de Fangshan, près de Yunxiaoling, dans une région montagneuse avec des forêts lacustres.

## Préservation
On pense qu'elle est rare, mais en 2007, il n'y a pas eu d'évaluation de cette espèce dans la Liste rouge des espèces menacées (UICN).

## Étymologie
Son nom spécifique, composé de beijing (autre nom de Pékin) et du suffixe latin -ensis, « qui vit dans, qui habite », lui a été donné en référence au lieu de sa découverte.

## Publication originale
- (en) Jin-Shuo Zhang, Nai-Jian Han, Gareth Jones, Liang-Kong Lin, Jun-Peng Zhang, Guan-Jian Zhu, Da-Wei Huang et Shu-Yi Zhang, « A New Species of Barbastella (Chiroptera: Vespertilionidae) from North China », Journal of Mammalogy, Baltimore, Allen Press (d), OUP et ASM, vol. 88, no 6,‎ décembre 2007, p. 1393-1403 (ISSN 0022-2372 et 1545-1542, OCLC 1800234, DOI 10.1644/07-MAMM-A-114R2.1, lire en ligne).